# Nerocila phaiopleura
Nerocila phaiopleura es una especie de crustáceo isópodo marino del género Nerocila, familia Cymothoidae. Fue descrita científicamente por Bleeker en 1857.

## Distribución
Esta especie se encuentra en Australia, Indonesia, Sudáfrica, golfo de Bengala y la parte central del Indo-Pacífico.